# Batalla de Kherson
|  | Aquest article es refereix a esdeveniments derivats de la Invasió russa d'Ucraïna del 2022. |

La batalla de Kherson fou un enfrontament militar que va començar el 24 de febrer de 2022, com a part de l'ofensiva de Kherson durant la invasió russa d'Ucraïna de 2022, i va acabar l'11 de novembre del 2022 amb la retirada de les tropes russes.

## Antecedents
La Invasió russa d'Ucraïna del 2022 és un enfrontament armat que comença el 24 de febrer del 2022, quan Rússia inicia accions militars contra Ucraïna. La campanya va començar després d'una acumulació militar prolongada i el reconeixement rus de les repúbliques autoproclamades de Donetsk i Luhansk els dies anteriors a la invasió, seguit de l'entrada de les Forces Armades de Rússia a la regió de Donbàs a l'est d'Ucraïna el 21 de febrer de 2022.
Cap a les 06:00 hora de Moscou (UTC+3), el president rus Vladímir Putin va anunciar una «operació militar especial» a l'est d'Ucraïna; minuts més tard, hi hagueren atacs amb míssils a diversos punts del país, inclosa la capital, Kíiv. El Servei Estatal de Guàrdia Fronterera d'Ucraïna va declarar que les fronteres amb Rússia i Belarús havien estat atacades.

## La batalla
Les forces russes van envair l'óblast de Kherson des del sud a través de Crimea. Al vespre del 24 de febrer, les forces russes van arribar a la ciutat de Kherson, i havien assegurat el pont Antonovski, que els faria un pas estratègic sobre el riu Dnieper i cap a la important ciutat d'encreuament de Mikolaiv.
A les primeres hores de l'endemà, les forces ucraïneses van recuperar el pont. La batalla va ser descrita com a molt ferotge i va deixar soldats morts, així com diversos vehicles militars destruïts estirats al pont. Això va obligar les forces russes a avançar cap al nord fins al següent pas més proper del Dnieper, la ciutat de Nova Kakhovka, que van capturar. Més tard, el 25 de febrer, les tropes russes es van apoderar de nou del pont Antonovskiy, i també van prendre el control de Kherson.
El 26 de febrer, segons l'alcalde Íhor Kolikhàiev, les tropes russes es van retirar de Kherson després d'un atac aeri ucraïnès contra vehicles blindats russos, deixant la ciutat sota control ucraïnès.
El 3 de març les autoritats ucraïneses van informar que Kherson estava en control rus.

## Abandonament i retirada
El 3 de novembre de 2022, vuit mesos després que acabés la batalla, les forces russes van retirar la seva bandera de l'edifici administratiu de la ciutat i van aconsellar a la resta de la gent que abandonés la ciutat i travessés el riu fins a la riba sud.
Com a part de la contraofensiva ucraïnesa del sud del 2022, les tropes russes es van retirar a través del riu Dnipro. Les tropes ucraïneses van anar més enllà a l'óblast de Kherson i les zones circumdants.
El 9 de novembre de 2022 el general de l'exèrcit Serguei Surovikin va anunciar que les forces russes abandonarien la ciutat i es traslladarien a la riba oriental o esquerra.
L'11 de novembre a les 5 del matí. Hora de Moscou (2 a.m. UTC) el Ministeri de Defensa rus va afirmar que tots els soldats (aproximadament 30.000) i tot l'equip militar havien estat moguts amb èxit a través del riu en una retirada ordenada. Alguns analistes van dubtar que aquest exercici es pogués realitzar en qüestió de tres dies. El ministre de Defensa ucraïnès Oleksii Reznikov va dir a Reuters: "No és tan fàcil retirar aquestes tropes de Kherson en un dia o dos dies. Com a mínim, [es trigarà] una setmana' a moure-les totes (40.000 segons la seva estimació). I al mateix dia Ucraïna va recuperar la ciutat.